# Atimura formosana
Atimura formosana là một loài bọ cánh cứng trong họ Cerambycidae.